# Viña
Viña é uma localidade do partido de Arrecifes na Província de Buenos Aires, na Argentina. Sua população estimada em 2001 era de 483 habitantes.